# Domaine des oiseaux
Le domaine des oiseaux est un espace public d'une centaine d'hectares aménagé pour accueillir les oiseaux sauvages, et permettre leur observation par le public. Ce parc ornithologique est situé au nord-est du département de l'Ariège en France, principalement sur la commune de Mazères.

## Emplacement et historique
Commencée en 1999, la construction de l’autoroute A66 L'Ariégeoise, a nécessité le déblaiement de 5,65 millions de m3 de déblais et de 5,33 millions de m3 de remblais et des terrains où retirer du granulat. La commune de Mazères a répondu favorablement à cette demande d'extraction avec pour condition que les terrains situés au nord-ouest du territoire communal lui soient restitués immédiatement après la construction, en particulier les trois plans d’eau obtenus par extraction des granulats, situés en rive gauche de l'Hers-vif. Les éléments fondamentaux du Domaine des oiseaux étaient ainsi constitués. Par la résurgence de la nappe phréatique et la proximité immédiate de l'Hers-vif, les gravières sont devenues quatre lacs reliés les uns aux autres par un réseau de fossés, eux-mêmes alimentés par les ruisseaux du Cazeret et du Raunier.
Inauguré en 2005, le domaine a bénéficié de divers apports comme les observatoires ornithologiques, des îlots maintenus ou édifiés, un système de gestion du niveau de l’eau et des végétaux plantés ; la nature parachevant les lieux. L’acquisition de 20 hectares a permis la création d’un espace de tranquillité pour la faune, sans chemin mais avec des observatoires enterrés.
D'abord de 50 hectares dont 30 de lacs, la commune acquiert ensuite la ferme, restaure la grange du domaine et le pigeonnier, utilisé par des passionnés de pigeons voyageurs, trace les sentiers, protège les zones de quiétude des oiseaux et crée 14 observatoires ornithologiques. La Fondation pour la protection des habitats de la faune sauvage a également participé à la création du domaine, à la protection des zones humides, et au développement du parc.
Le 9 février 2023 et après découverte le 21 janvier de quatre cas avérés de grippe aviaire H5N1, 156 volatiles de la ferme pédagogique du parc animalier mis en quarantaine et potentiellement infectés ont dû être abattus, les services de l'État ayant rejeté le recours émis par le maire de Mazères. La situation est redevenue normale sur le site avec le printemps.

## Avifaune
Le domaine, situé sur un trajet des oiseaux migrateurs, est fréquenté par 235 espèces dont certaines nichent sur place.
Les oiseaux migrateurs sont présents en automne et au printemps. On y observe des cigognes blanches dont 25 sédentaires, des oies cendrées (Anser anser), des petits gravelots (Charadrius dubius) ainsi que des représentants d'espèces plus rares, telles que le héron garde-bœufs (Bubulcus ibis), le sterne pierregarin (Sterna hirundo), etc.
Le site offre une possibilité de stationnement constatée au Balbuzard pêcheur (Pandion haliaetus) qui a failli disparaître de France dans les années 1970, et constitue un site de reproduction pour l'Échasse blanche (Himantopus himantopus). L'Outarde canepetière (Tetrax tetrax), en danger en France (liste rouge), y a été observée en 2006 et 2007 en hivernage sur le site alors qu'elle avait disparu de la plaine d'Ariège.
Une marouette de Baillon (Porzana pusilla), très rare en France, a été observée en avril 2022.
Un centre de soin pour les oiseaux blessés, malades ou "imprégnés" par l'homme fonctionne au Domaine,.

## Installations annexes
Outre les lacs, les 10 km de sentiers et les observatoires qui les desservent, sont présents une ferme pédagogique qui compte notamment des moutons d'Ouessant en guise de tondeuses écologiques, une grange avec un écomusée paysan, un centre de réintroduction des cigognes, un pigeonnier, un verger conservatoire, le restaurant La ferme ô délices. Le lac a également été aménagé pour permettre la pêche avec une zone réservée aux handicapés.
Une salle ornithologique et pédagogique est réalisée en 2022,.

## Galerie

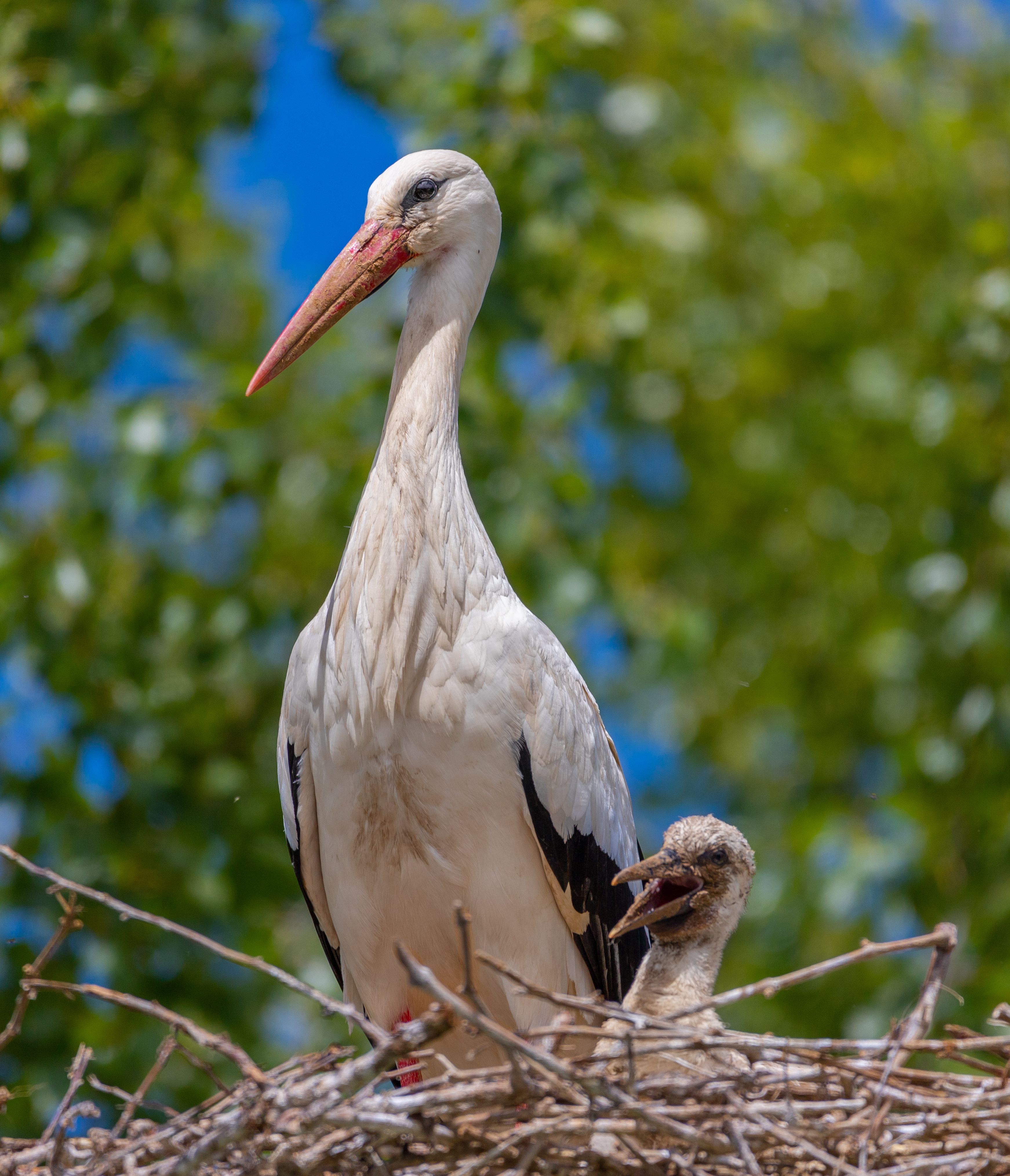
Cigogne blanche (Ciconia ciconi) et son cigogneau.
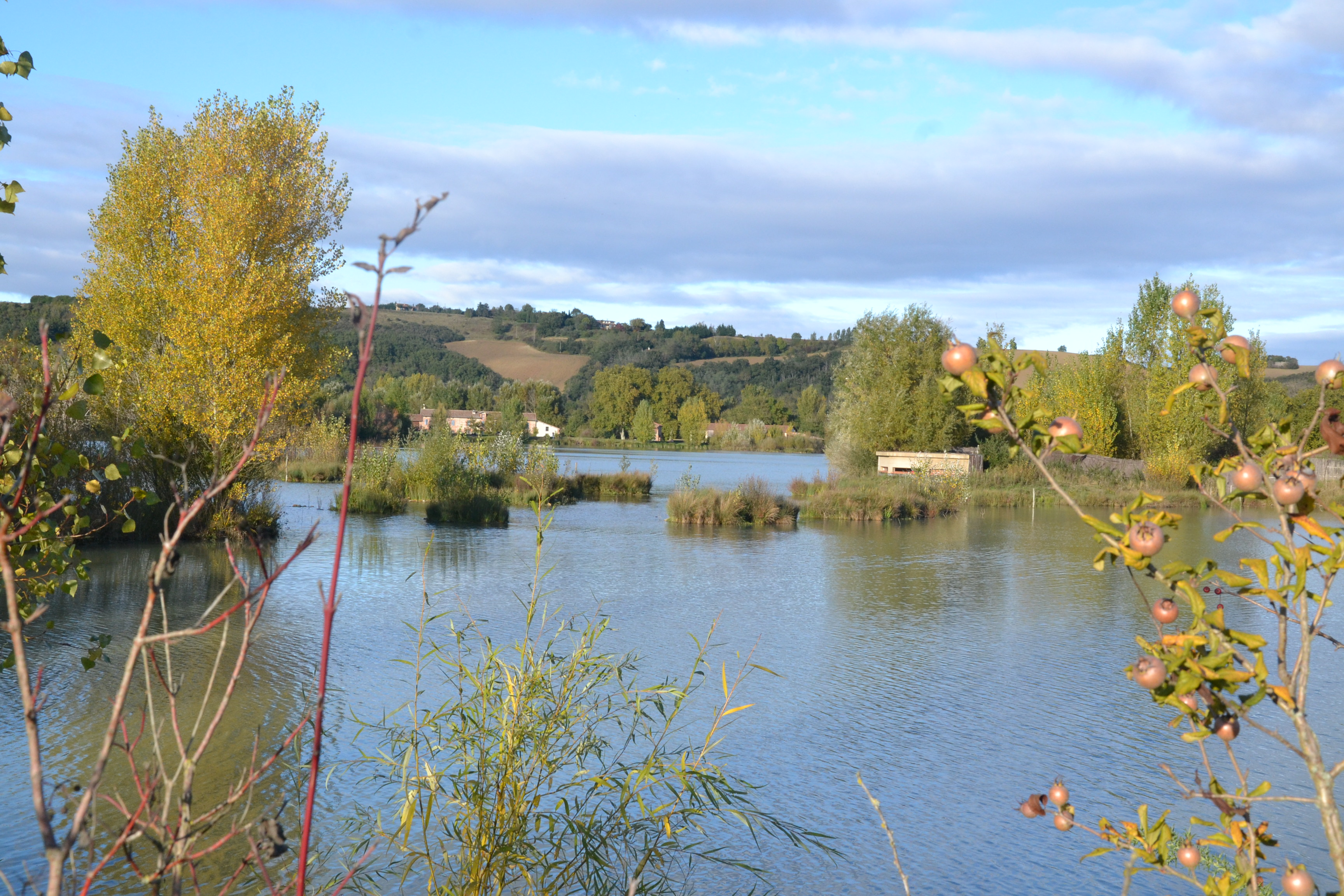
Une partie du domaine en 2018.
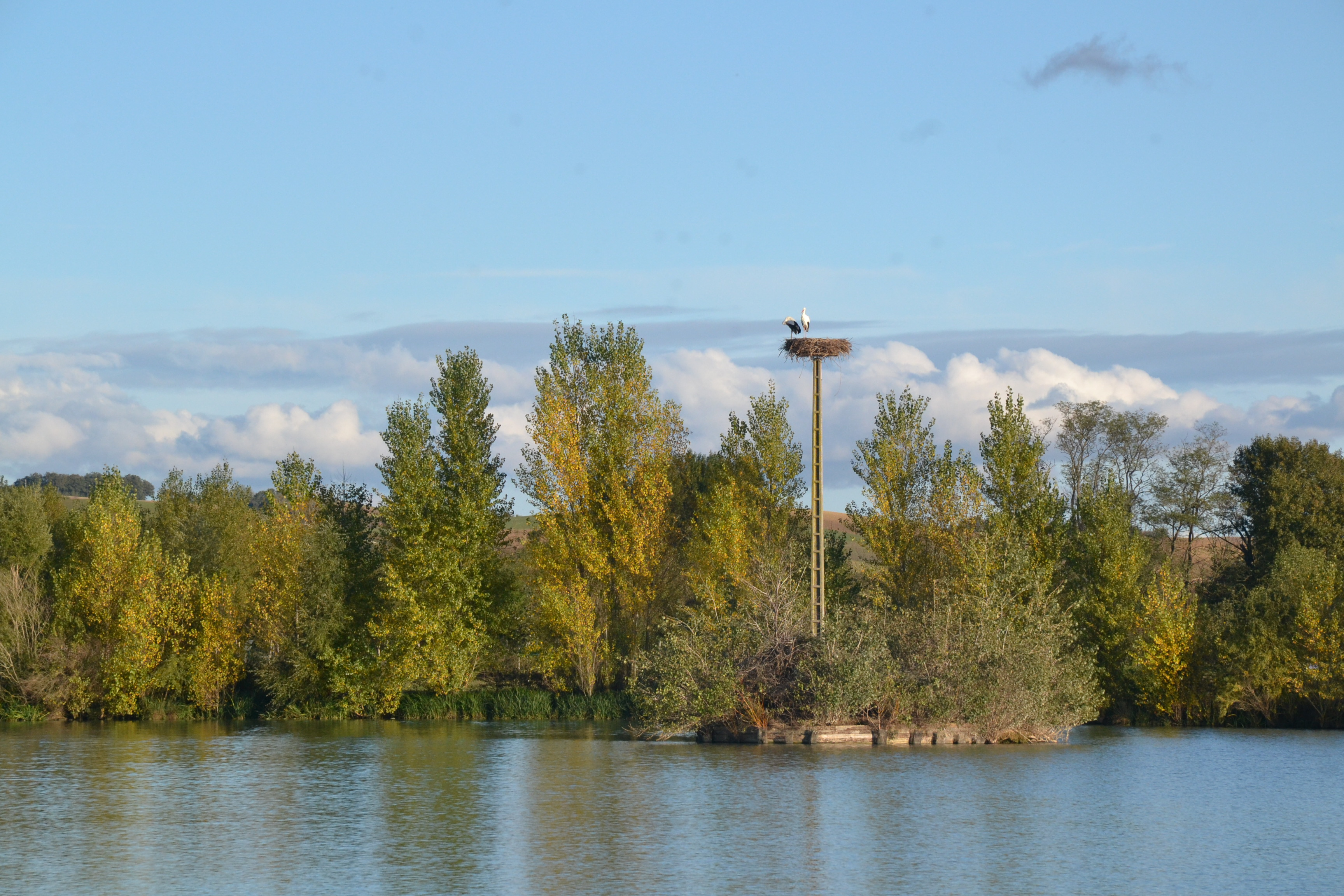
Nid de cigogne blanche (Ciconia ciconia).
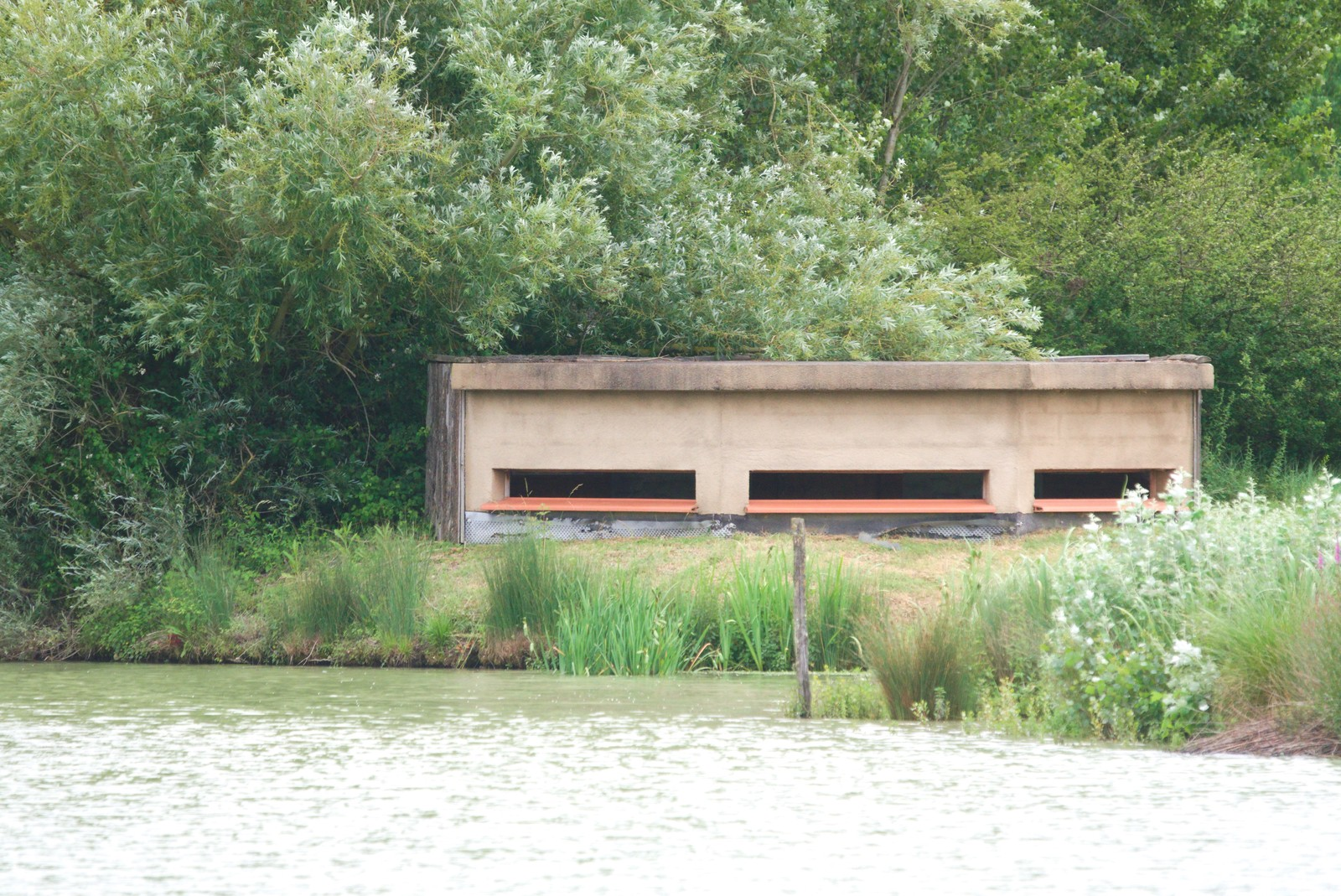
Un observatoire.
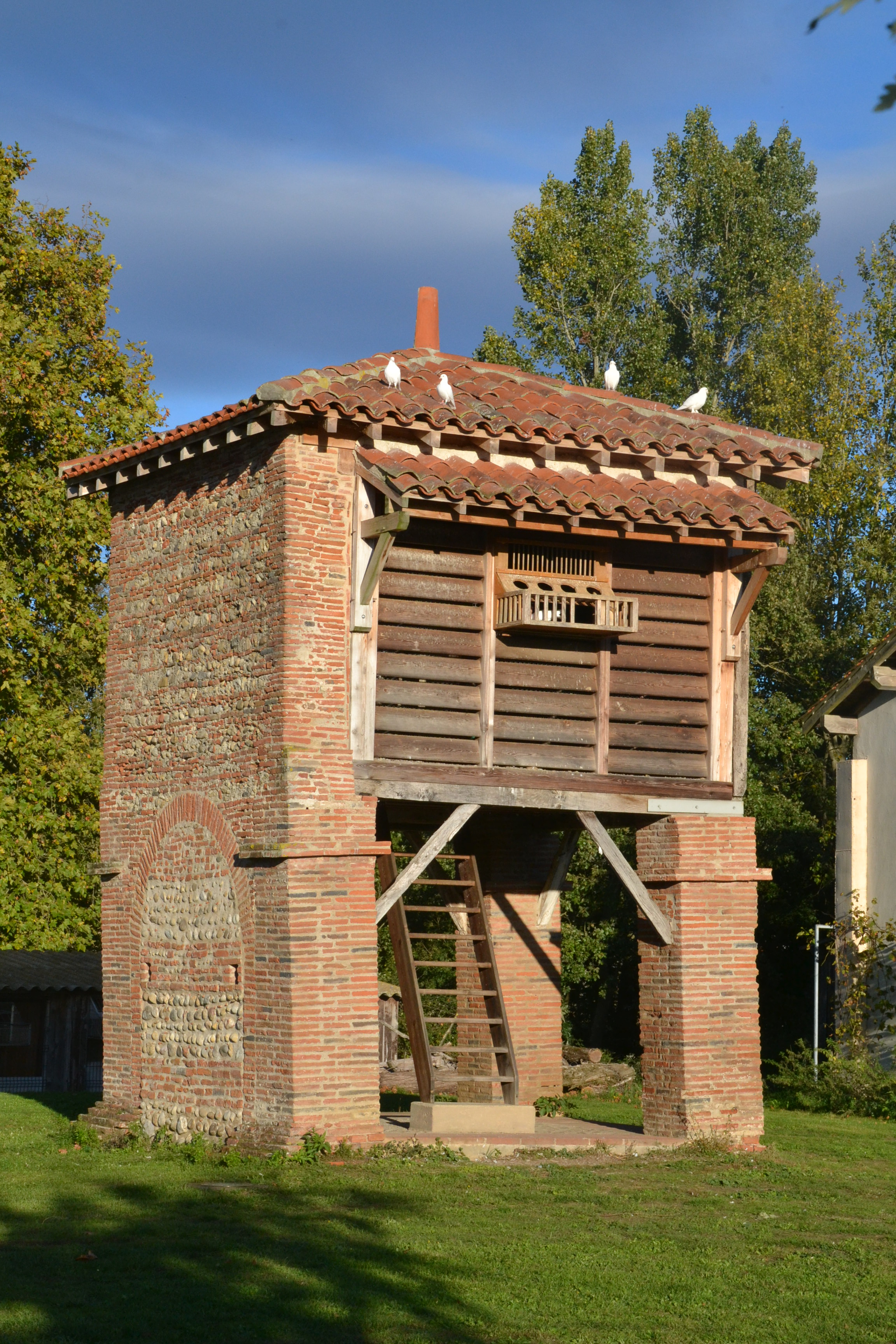
Le pigeonnier.
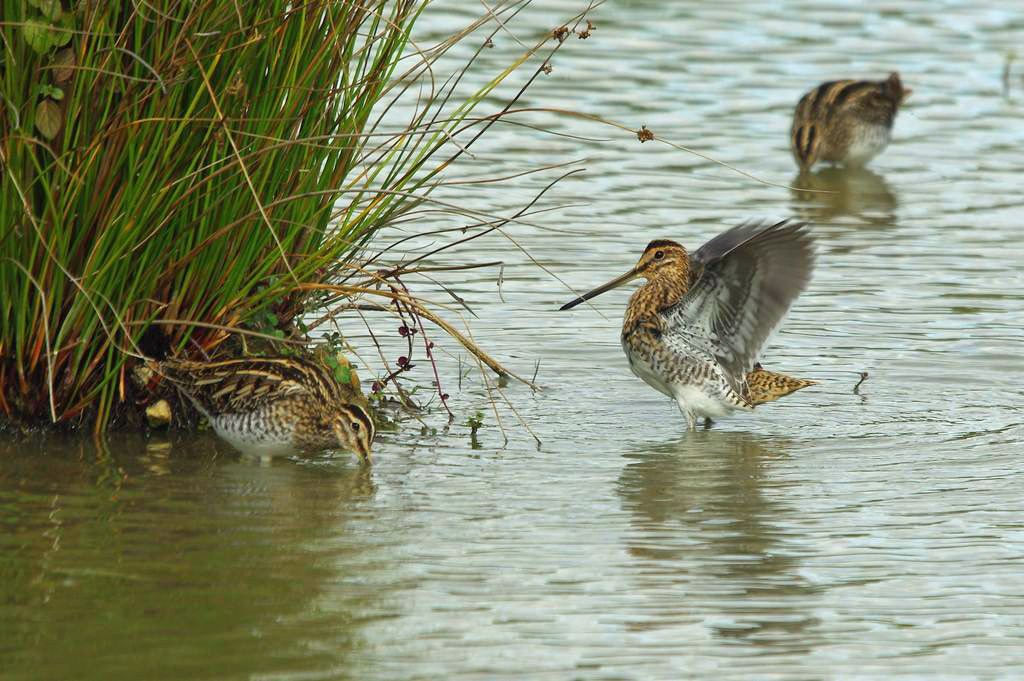
La Bécassine des marais (Gallinago gallinago) est l'une des trois espèces de bécassines vivant en France.
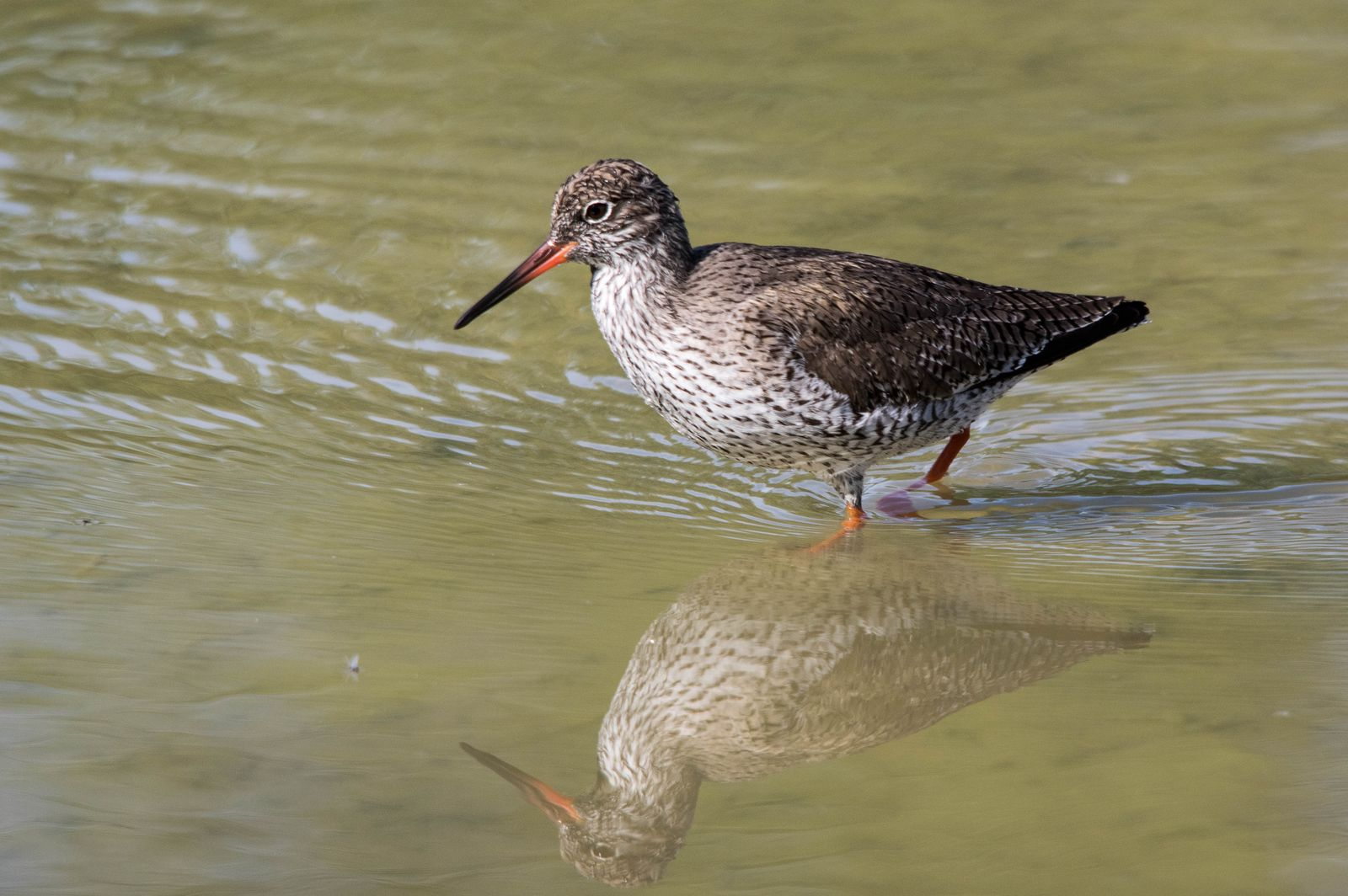
Le Chevalier gambette (Tringa totanus) est une espèce d'oiseaux limicoles.
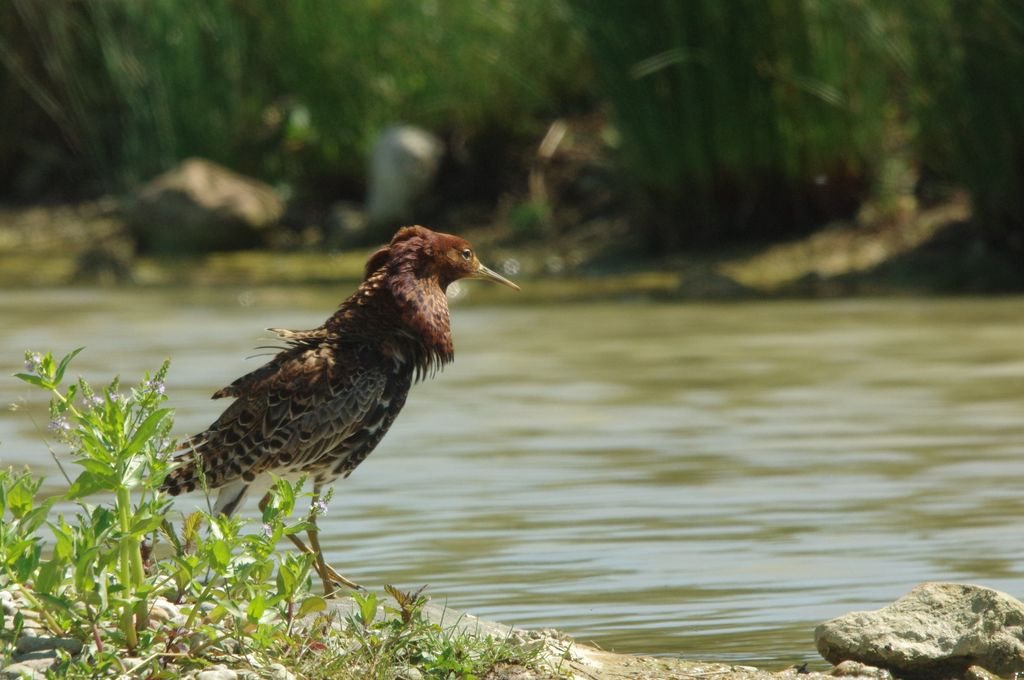
Le Combattant varié (Calidris pugnax), proche des bécasseaux, est une espèce d'oiseaux limicoles.
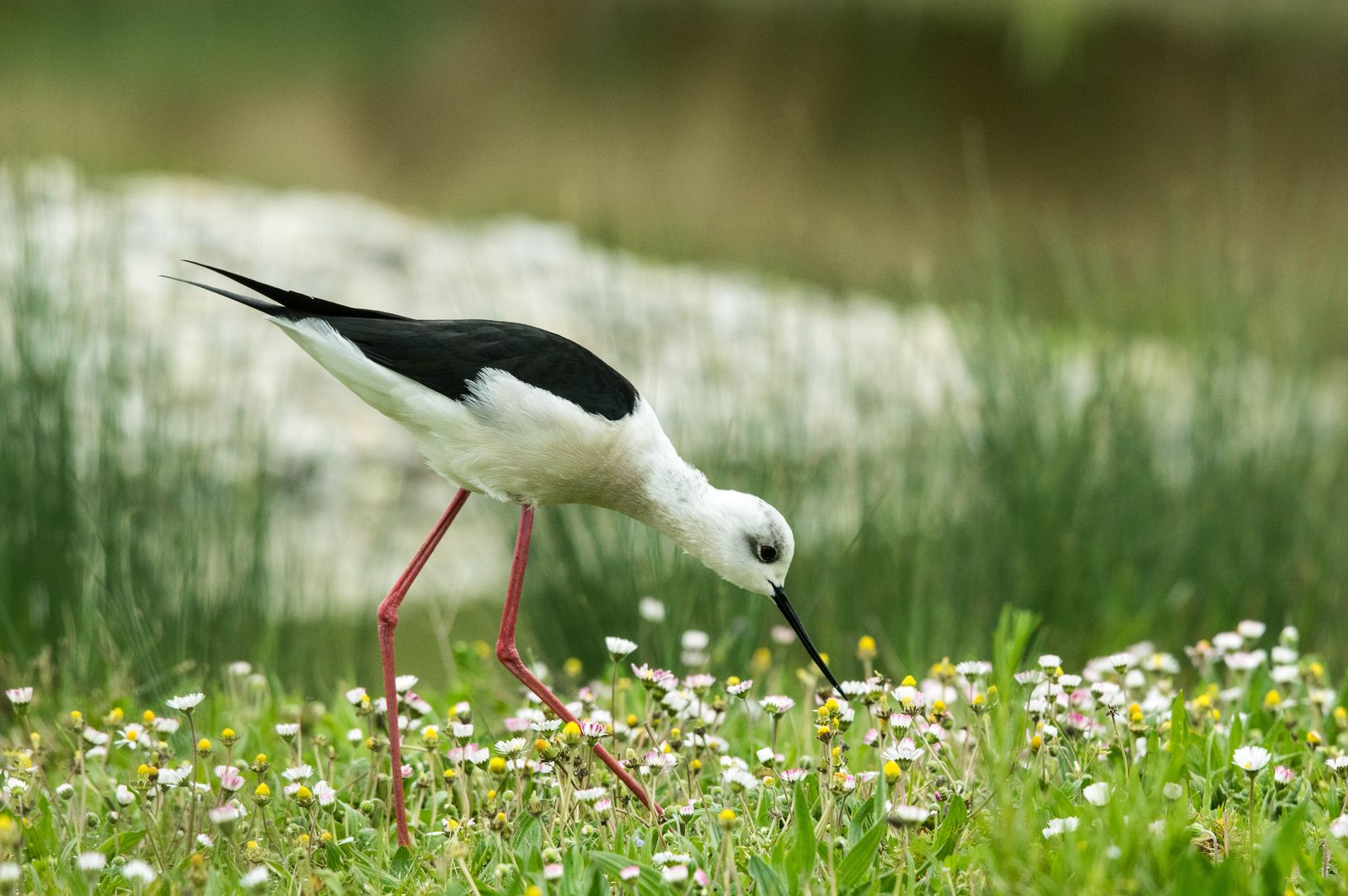
L'Échasse blanche (Himantopus himantopus) est un échassier limicole.
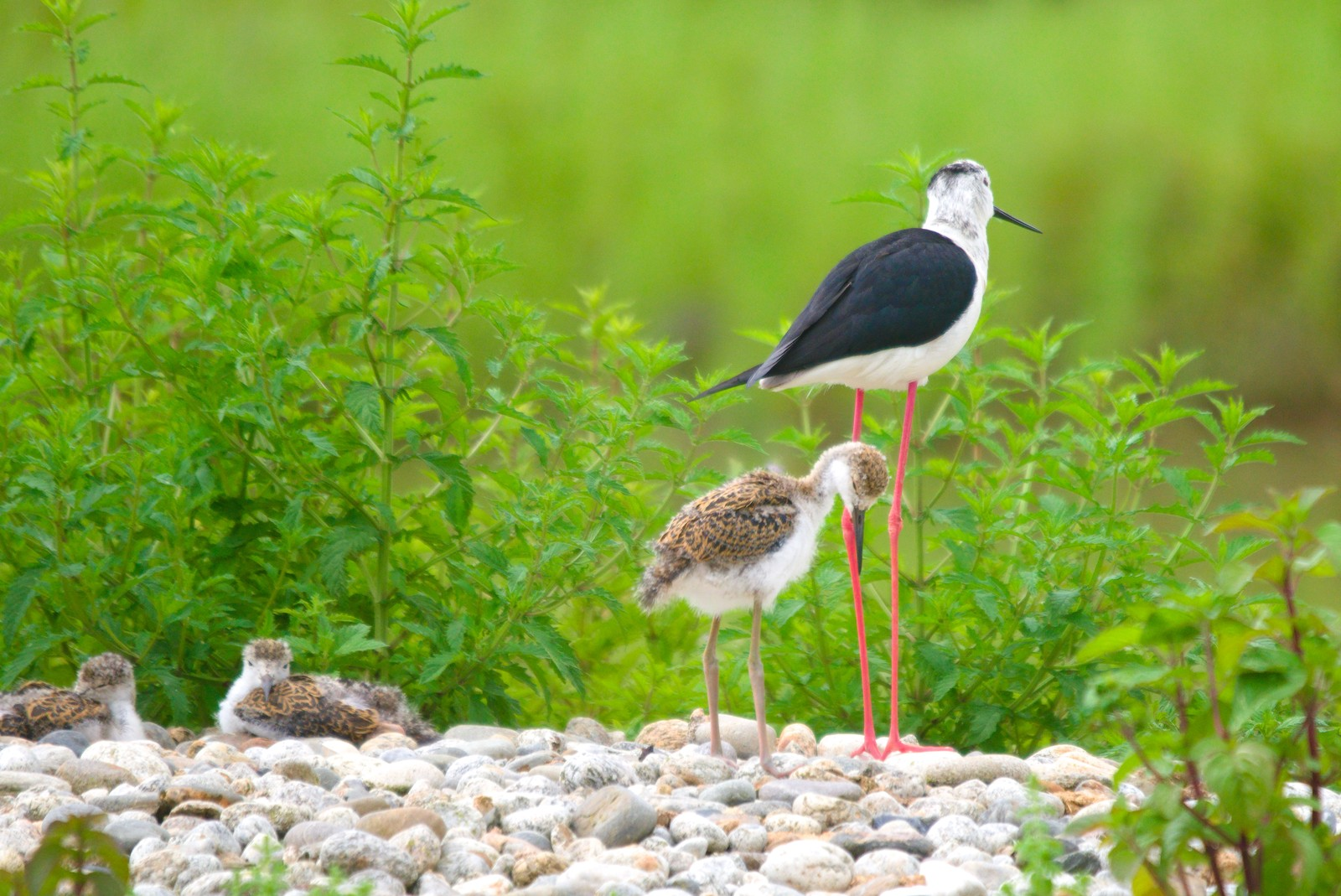
Échasse et échassons au Domaine le 15 juin 2023.
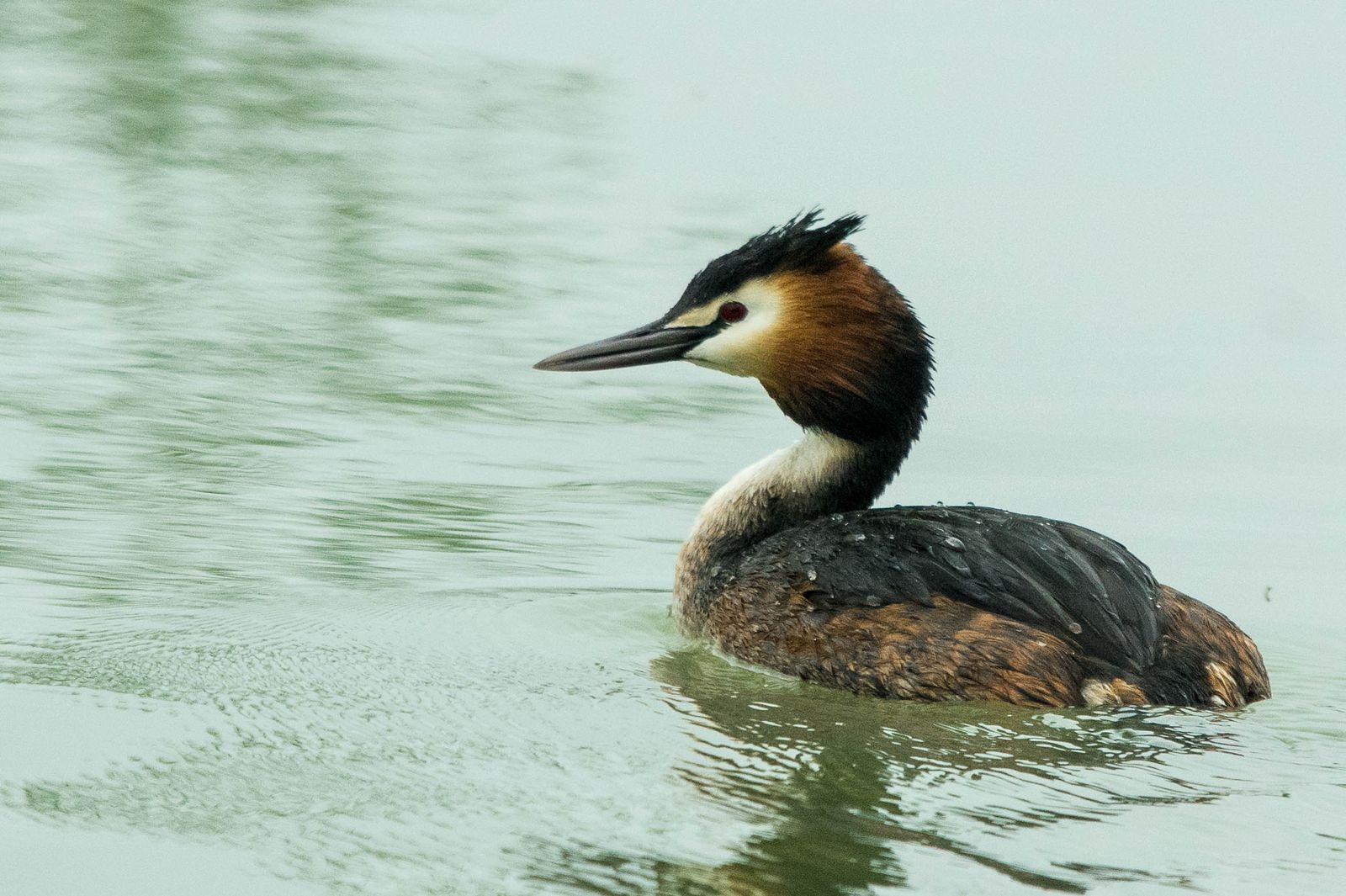
Le Grèbe huppé (Podiceps cristatus).
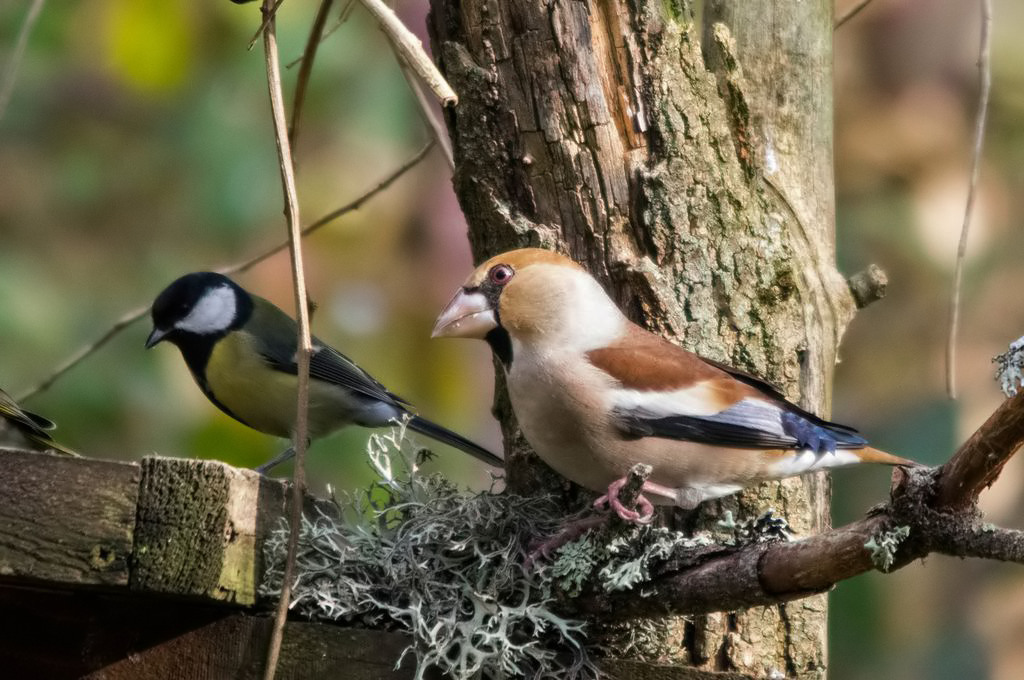
Le Gros-bec casse-noyaux (Coccothraustes coccothraustes) avec une Mésange charbonnière (Parus major) au second plan.
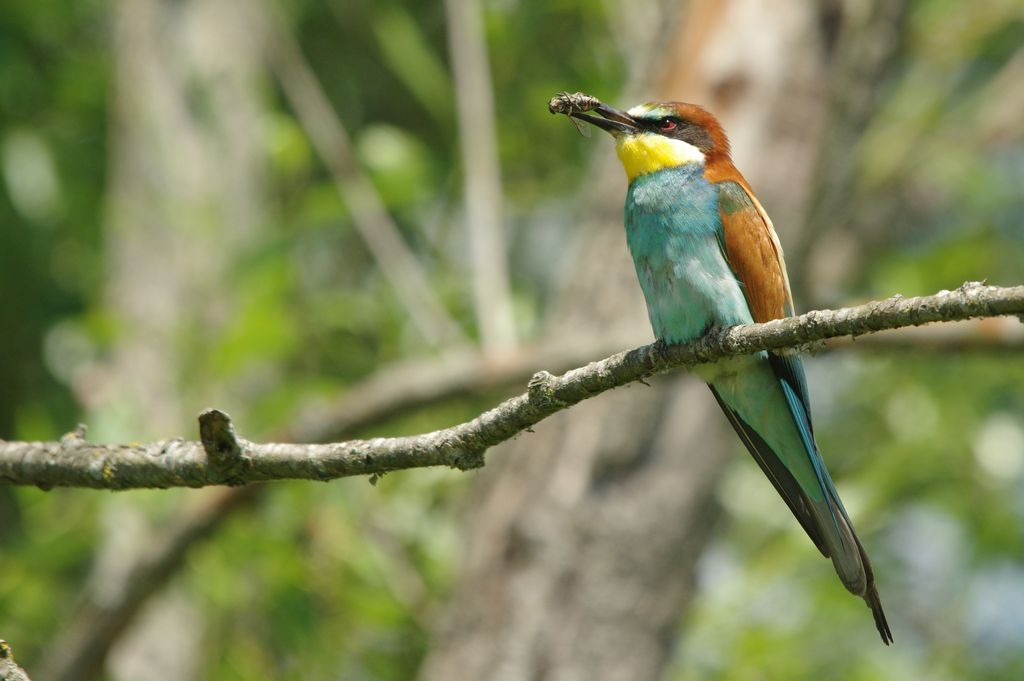
Le Guêpier d'Europe (Merops apiaster) est un migrateur.
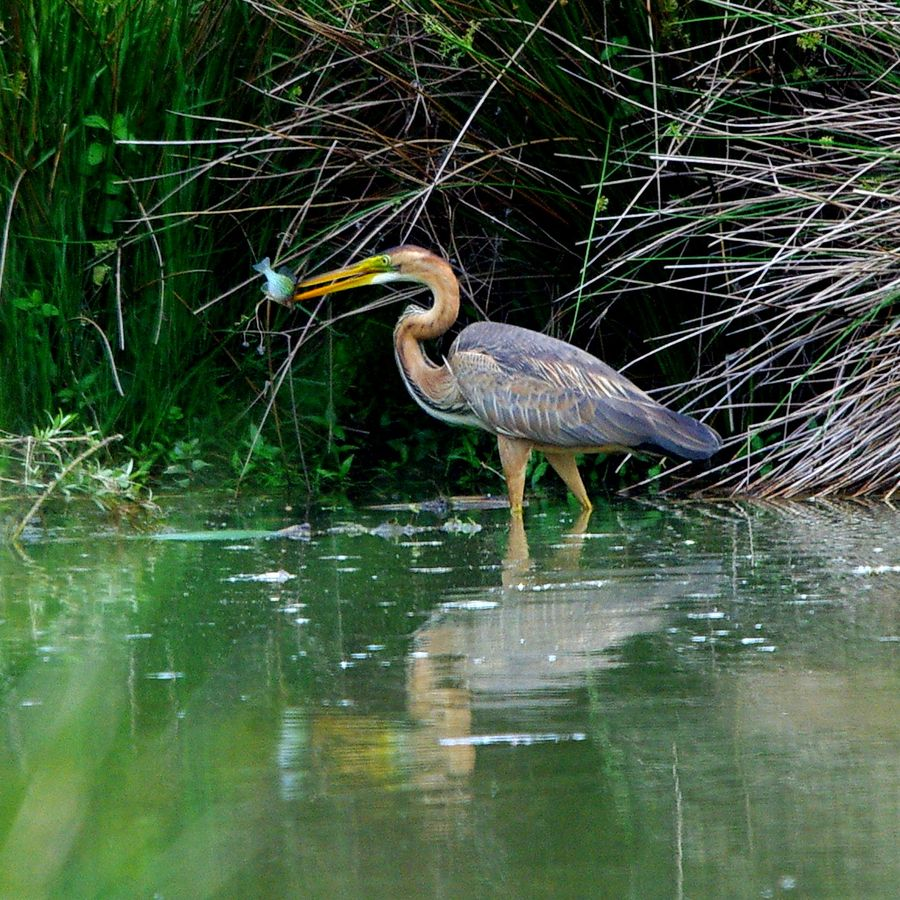
Le Héron pourpré (Ardea purpurea) est un migrateur protégé, présent et nicheur en Europe et Afrique du Nord, hivernant occasionnellement en Europe de l'Ouest et du Sud.
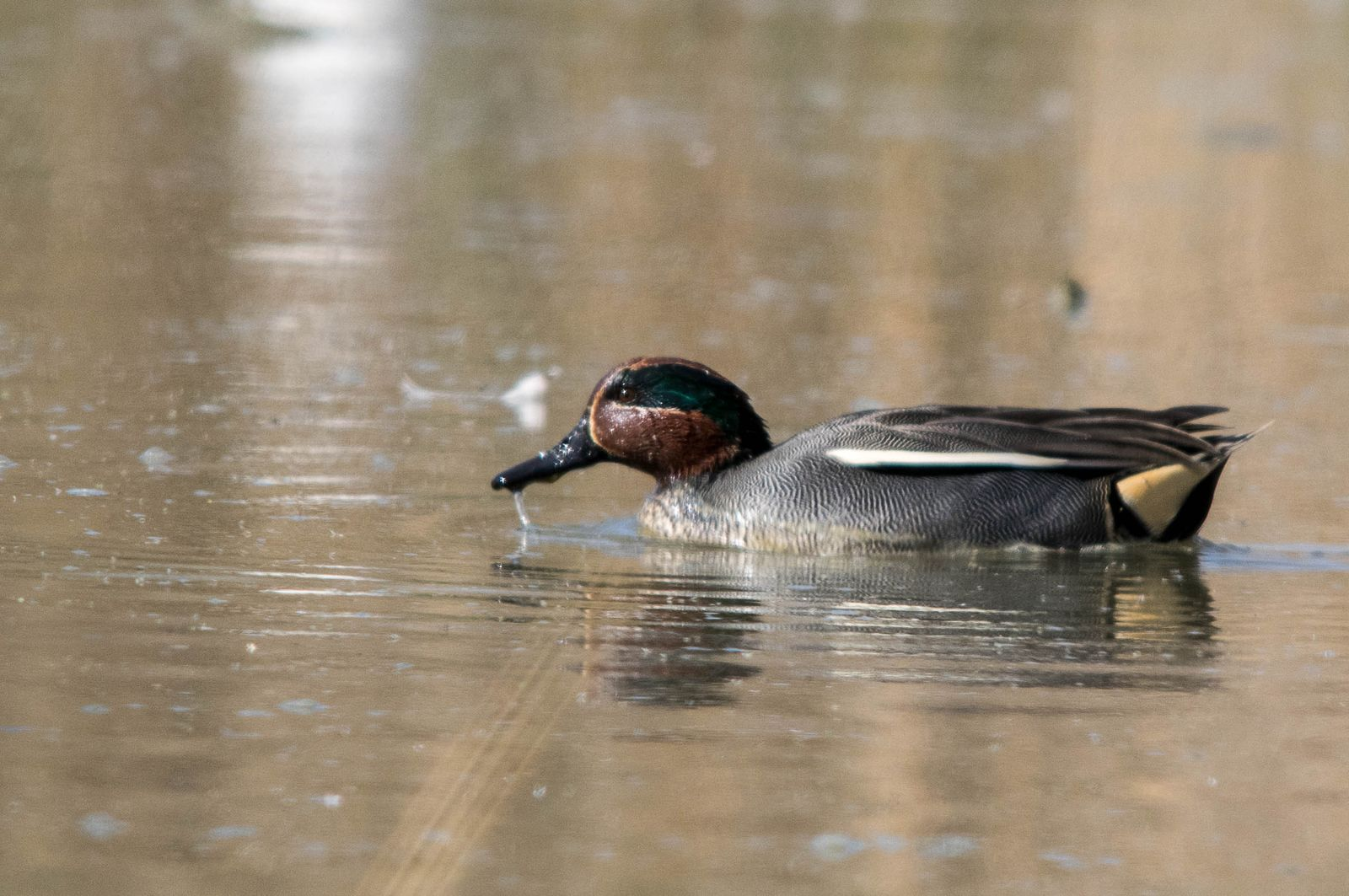
La Sarcelle d'hiver (Anas crecca) est la plus petite espèce de canards de surface.

## Territoire protégé
Les « plans d'eau de Mazères » (67 ha), sur les communes de Mazères et Calmont (Haute-Garonne) constituent une zone naturelle d’intérêt écologique, faunistique et floristique (ZNIEFF) de  type 1, entre 221 et 225 m d'altitude.

## Valorisation du domaine
Les Amis du Domaine des oiseaux est une association créée en septembre 2008 et regroupant des passionnés de nature, photographes, naturalistes, ornithologues ou simple observateur. Elle a pour vocation le partage et l’échange en ligne de photographies, l'organisation de concours photos, la production de comptes rendus d’observation, de comptage et de référencement d’espèces.